# Tito (auteur)
Pour les articles homonymes, voir Tito (homonymie).
Tito, de son vrai nom Tiburcio de la Llave, né le 4 mai 1957 à Valdeverdeja à proximité de Tolède en Espagne, est un auteur de bande dessinée français.

## Biographie
Tiburcio de la Llave arrive enfant dans la région parisienne. Après avoir étudié les arts graphiques au lycée de Sèvres (débute en 1974), il crée le fanzine de bande dessinée Cyclone.
Après un passage par la publicité à l'âge de vingt ans, il commence sa carrière professionnelle en 1980 en créant la série Jaunes avec le scénariste Jan Bucquoy.
Cette même année, Tito signe dans la revue (À suivre) les premières planches de la série Soledad. Enfin, depuis 1982, il s’adresse aux adolescents en publiant dans Okapi les épisodes de la série Tendre Banlieue. Jusqu'en 1989, il poursuit en alternance ses trois séries, avant d'interrompre la série Jaunes. Il se consacre alors principalement à la série Tendre banlieue en explorant de nouvelles thématiques tout en revenant avec quelques épisodes de la série Soledad. En 2012, avec l'album Le choix d'Ivana, il revient à une bande dessinée plus adulte[réf. nécessaire].
Il déclarera avoir été influencé par Blueberry (notamment l'album Angel face), qui l'aurait converti au dessin réaliste[réf. nécessaire].
En 2017, il est l'un des instigateurs (avec Greg Newman) de l'album BD collectif intitulé La Bibliothèque, c’est ma maison édité par l’association ATD Quart Monde,, une bande dessinée sur la pauvreté et ses clichés.

## Œuvre

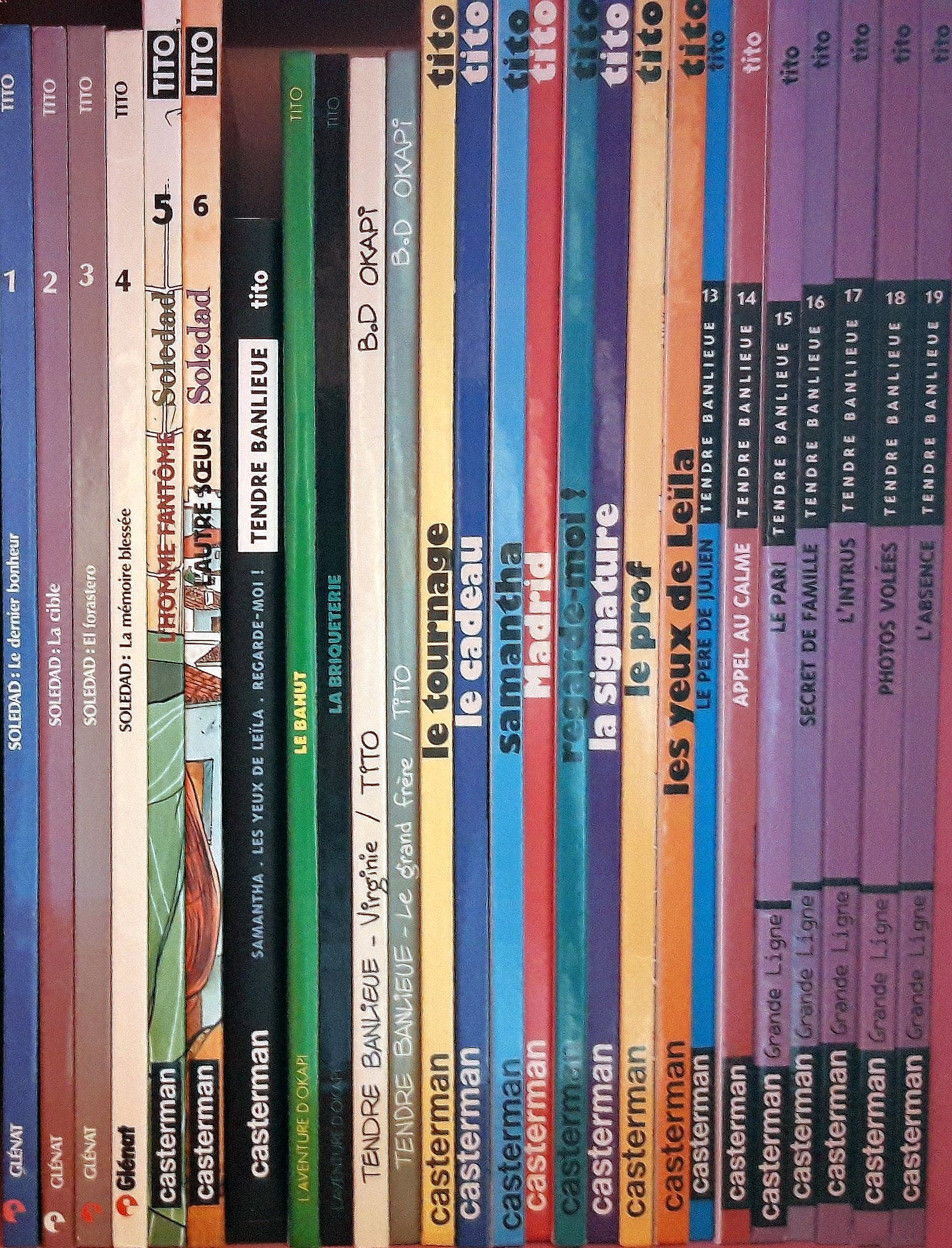
Deux des séries de Tito.

### Soledad
Publié par Glénat, puis par Casterman.
Soledad se déroule dans un village imaginaire de Castille. Pour les décors, Tito se serait largement inspiré de vues de son village natal.
- Le Dernier Bonheur (1983)
- La Cible (1983)
- El Forastero  (1985)
- La Mémoire blessée  (1987)
- L'Homme fantôme (1998)[5]
- L'Autre Sœur (2002)

### Tendre Banlieue
Publié chez Bayard, puis chez Casterman, Tendre Banlieue est l’une des séries phare sur l’adolescence en bandes dessinées,. Elle a été créée en 1982, pour le journal Okapi, puis reprise en album après publication, d’abord chez Bayard puis, en 1991, aux éditions Casterman. 
Chaque épisode aborde une thématique sur l’adolescence, principalement dans un milieu urbain. Une des particularités de cette collection est l'absence de héros récurrents : de nouveaux personnages interviennent en fonction des histoires.
- Virginie (1983)
- Le Grand Frère (1984)
- La Briqueterie (1986)
- Le Bahut (1988)
- Samantha (1991)
- Le Tournage (1991)
- Le Cadeau (1992)
- La Signature (1993)
- Madrid (1994)
- Les Yeux de Leila (1995)
- Le Prof (1996)
- Regarde-moi (1998)
- Le Père de Julien (1999)
- Appel au calme (2001)
- Le Pari (2003)
- Secret de famille (2004)
- L'intrus (2005)
- Photos volées (2006)
- L'Absence (2008)
- Les Carnets de Laura (2010)

### Jaunes

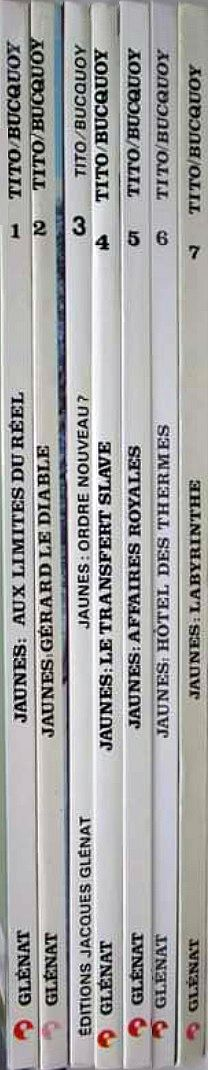
Jaune de 1 à 7.

Jaunes est une série publiée initialement dans le magazine Circus, puis en albums chez Glénat. Les dessins sont de Tito, sur des scénarios de Jan Bucquoy.
- Aux Limites du réel (1980)
- Gérard le Diable (1981)
- Ordre nouveau ? (1982)
- Le Transfert slave (1984)
- Affaires royales (1986)
- Hôtel des thermes (1988)
- Labyrinthe (1989)

### Autres œuvres, hors-séries
- Le Choix d'Ivana [8],[9], scénario de Jan Bucquoy, Casterman, 2012

- Compagnons - Nouveau Départ, avec Manuel Lieffroy (dessin), Casterman, 2015

- Une enquête de Daniel Jaunes - Une année en enfer[10], éditions Désastre Immobile, 2018

## Prix
- 1987 : Alfred Enfant au festival d'Angoulême pour Tendre Banlieue, t. 3